# Pherbellia parallela
Pherbellia parallela är en tvåvingeart som först beskrevs av Walker 1853.  Pherbellia parallela ingår i släktet Pherbellia och familjen kärrflugor. Inga underarter finns listade i Catalogue of Life.